# Jürgen Grabowski
Jürgen Grabowski (* 7. červenec 1944, Wiesbaden - 10. března 2022, Wiesbaden) byl německý fotbalista. Nastupoval především na postu útočníka. Zemřel 10. března 2022 ve věku 77 let na dialýzu.
S reprezentací někdejšího Západního Německa se stal mistrem světa roku 1974 a mistrem Evropy 1972. Krom toho má stříbro z mistrovství světa v Anglii roku 1966 (byť na závěrečném turnaji nenastoupil) a bronz z Mexika 70. V národním týmu působil v letech 1966–1974, za tu dobu za něj odehrál 44 utkání, v nichž vstřelil 5 gólů.
Celou svou fotbalovou kariéru (1965–1980) strávil v jediném klubu, Eintracht Frankfurt. Vyhrál s ním Pohár UEFA 1979/80. Dvakrát zvedl nad hlavu německý pohár (1973/74, 1974/75). Sehrál 441 ligových utkání, v nichž vstřelil 109 gólů.